# Гречаники (танец)
Греча́ники (укр. Гречаники, Триндичка; бел. Грача́нікі, Гречечники, Грэчка, Грэчачка) — украинский и белорусский народный массовый танец. Темп танца быстрый, музыкальный размер 2/4. Танец зафиксирован в Черниговской, Полтавской и Киевской областях Украины, а также на юге и юго-востоке Белоруссии.

## Украинский вариант
Украинский танец танцуют не парами, а тройками. Записаны различные способы исполнения. А. И. Гуменюк приводит следующий вариант («І шумить, і гуде»). Исполнители выстраиваются по трое: посередине парень, девушки по бокам. Парень кладет руки девушкам на талии. Девушка, стоящая слева, правую руку кладёт парню на талию, а та, что стоит справа, — левую руку. Свободные руки девушки ставят себе на талию. 
Первая фигура (12 тактов). На 1—12-й такты тройки «переменным шагом» идут по кругу против часовой стрелки. На последний такт парень плавно поворачивает девушек на 45° вправо.
Вторая фигура (12 тактов). На 1—4-й такты тройки, не меняя шага, кружится на месте по часовой стрелке. На 5—12-й такты тройки также кружат на месте, но в противоположном направлении. На последний такт все тройки выполняют «тройной притоп». Затем танец начинают сначала.
Вариант, записанный в Черниговской области. Исполнители выстраиваются по трое: посередине парень, который обнимает девушек за талии, а по бокам две девушки. Они держатся за руки. Свободные руки девушки кладут на талию. Первая часть умеренная: танцоры двигаются по кругу; вторая часть быстрая: девушки проходят через «воротца», идя в обратном движении по кругу. 
На 1—8-й такты тройки делают четыре шага с притопом на один такт и на вытянутых руках идут по кругу против часовой стрелки. На 9—16-й такты уже в быстром темпе девушка, которая находится справа от парня, «переменным шагом» идёт через «ворота», образованные руками парня и девушки, что стоит слева от него. Парень идёт вслед за первой девушкой. На последней такт, когда тройки возвращаются на свои прежние места, все выполняют «тройной притоп». На 17—24-й такты тройки повторяют предыдущие движения, но в «ворота» проходит девушка, которая находится слева от парня. Затем танец начинают сначала.
А. Шевчук приводит вариант с бо́льшим количеством движений. Полтавский вариант также отличается.
Танец исполняется под одноимённую песню с припевом:
Гоп, мои гречаники,

Гоп, мои белы,

Что ж мои гречаники

Не скоро поспели?
Оригинальный текст (укр.)Гоп, моï гречаники,

Гоп, моï бiлi!

Чогось моï гречаники

Не скоро поспiли!

### Значение
Предположительно танец первоначально был связан с магией плодородия и поклонения растительным силам природы. Число «три» имеет древнюю семантику триединства мира (мир небесный, земной и подземный) в языческих верованиях, и последующую трансформацию в триединство Бога-Отца, Бога-Сына и Бога — Духа Святого в христианстве.
Танец состоит из двух колен (частей). Первое — проходка (тройным или переменным шагом); второе имеет три варианта исполнения: проход девушек по очереди в «воротца», образованные руками двух других участников; вращения тройки участников за ходом и против хода часовой стрелки (при этом парень держит девушек за талию) девушки берут одни руки позади парня, другие дают ему в руки, а парень раскручивает девушек центростремительным способом и сам проходит под руками. О варианте выполнения второго колена танцовщики договаривались заранее.
Среди первичных символов можно выделить воротца — как символ перехода между мирами, смены времён года, начала чего-то нового и тому подобное; обороты — как видоизменение первичной магии плодородия женского культа. Все это подтверждает сохранение в ходе эволюции первично заложенной в танец магии, направленной на пробуждение плодородных сил сельскохозяйственных культур. Песня «Гречаники» относится к жнивному циклу, и танец обычно танцевали после сбора урожая, например, на Семёна Летопроводца 1 (14) сентября.

## Белорусский вариант
В Могилёвской области Белоруссии парный танец исполняется на свадьбе, во время приготовления блинов из гречневой муки. В Гомельской области в танце показывают как месят тесто, а затем как пекут оладьи. В Брестской области после исполнения фигуры «ручеёк» все участники танца делали «кучу малу», падая друг на друга. Обычно танец исполняется под разнообразные частушки, например:
Гоп, мои гречаники,

Гоп, мои ячные,

Что ж мои гречаники

Не удались смачные?
Оригинальный текст (бел.)Гоп, мае грачанікі,

Гоп, мае ячныя,

Чаму ж мае грачанікі

Не ўдаліся смачныя?